# مخطوطة شاهنامه المغول العظام

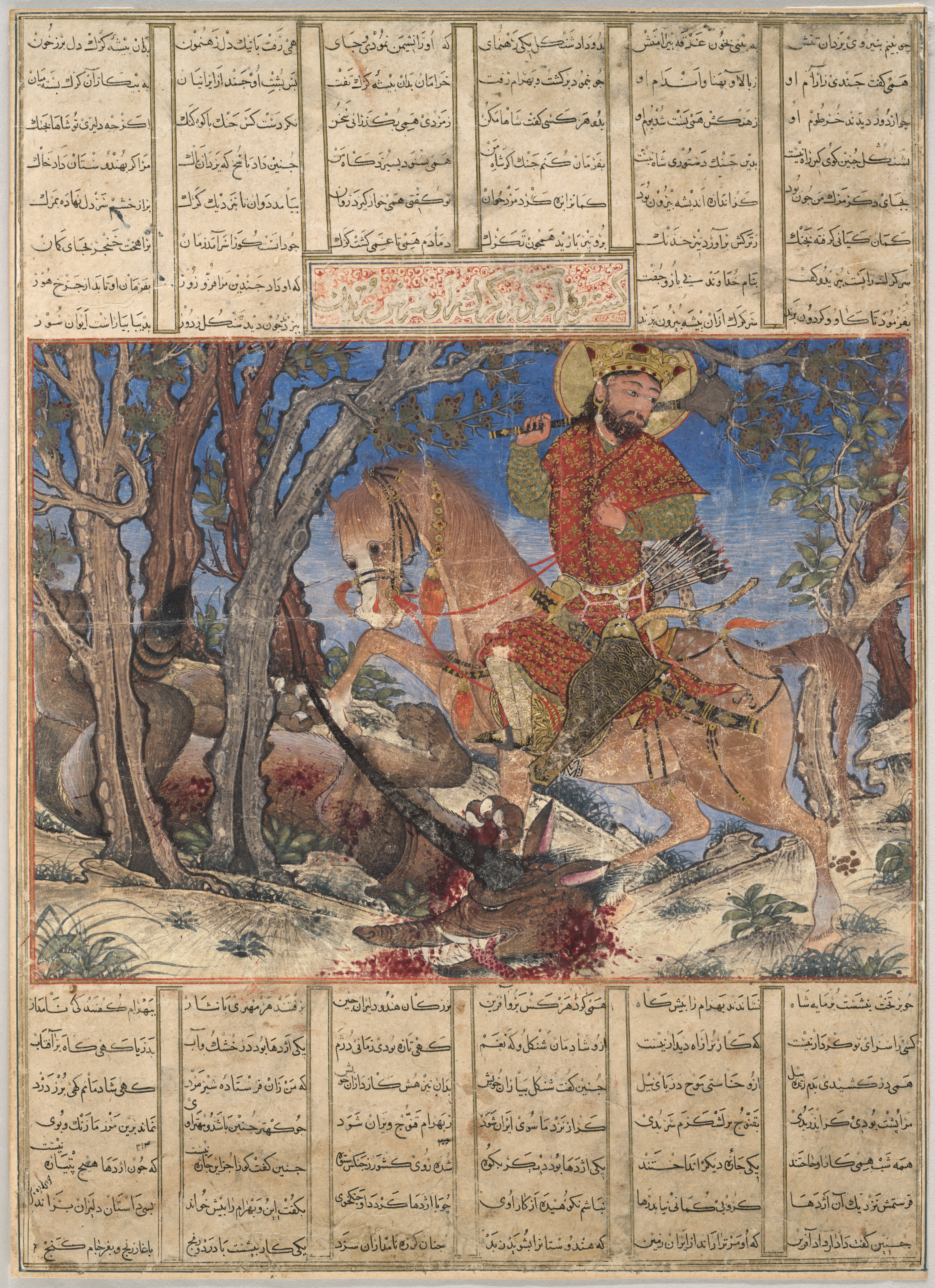
بهرام جور يقتل ذئبًا، متحف جامعة هارفارد للفنون

شاهنامه المغول العظام (والمعروفة أيضًا باسم الشاهنامه الديموتية أو الشاهنامه الإيلخانية العظيمة)، هي مخطوطة مصورة لشاهنامه، الملحمة الوطنية لإيران الكبرى ، والتي يرجع تاريخها على الأرجح إلى ثلاثينيات القرن الرابع عشر. في شكلها الأصلي، الذي لم يُسجل، ربما كان من المخطط أن تتكون من حوالي 280 ورقة تحتوي على 190 رسمًا توضيحيًا، مجلدةً في مجلدين، على الرغم من أنه يُعتقد أنها لم تكتمل أبدًا. هي أكبر كتاب مبكر في تقليد المنمنمات الفارسية، حيث تُعتبر المخطوطة الأكثر روعة في القرن الرابع عشر في العالم، وهي طموحة للغاية، وملهمة للسلالات التالية وحصلَت على إشادة عالمية تقريبًا لشدة تصويرها للمشاعر، والأسلوب الانتقائي، والإتقان الفني وعظمة الرسوم التوضيحية.

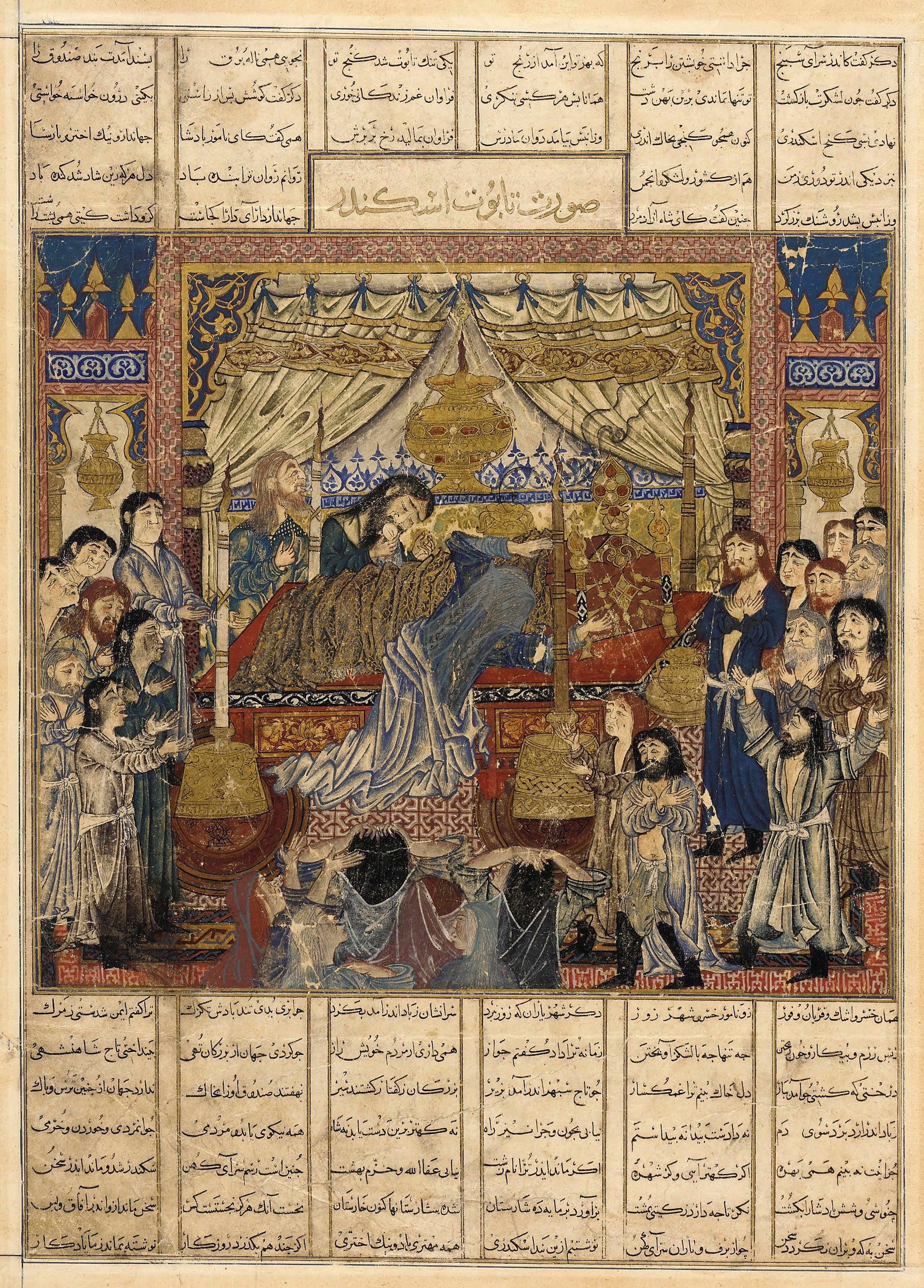
الحداد على موت الإسكندر الأكبر، معرض فرير للفنون (وكانت تربط الشاهنامه بينه وبين ذي القرنين، فتعتبرهما شخصًا واحدًا)

أُنتجَت في سياق حكم المحكمة الإلخانية لبلاد فارس (إيران الحديثة) كجزء من الإمبراطورية المغولية ودخولها في الإسلام، بعد حوالي قرن من غزوهم، وبينما كانت السلالة على وشك الانهيار. ظلت هذه المخطوطة موجودة في بلاد فارس حتى أوائل القرن العشرين، عندما نُقلَت وفُككت في أوروبا على يد التاجر جورج ديموت [الإنجليزية]، وهي الآن موجودة في 57 صفحة منفصلة، عبث التجار بالعديد منها بشكل كبير، وتوزَّعَت في عدد من المجموعات حول العالم.

## المنمنمات
كما هو الحال مع المخطوطات الفارسية الأخرى، فهي تستخدم الورق. باستثناء الهوامش الفارغة، الصفحات هي 41 × 29 سم، مع النص في ستة أعمدة من 31 سطرًا حيث لم يتم مقاطعته بالمنمنمات. تشغل هذه العناصر في الغالب العرض الكامل للصفحة، وتُوضع ا على ارتفاعات مختلفة داخلها. لا يوجد أي صفحة كاملة. تستخدم بعض المنمنمات أشكالًا متدرجة غير منتظمة لتناسب الموضوع. ونظرا لتاريخ المخطوطة (طالع أدناه)، فمن غير الممكن تطبيق نظام الترقيم المعتاد حسب الصفحات.
إن الأسلوب والتقنية والجودة الفنية للمنمنمات متغيرة للغاية؛ وقد اُقتُرح أن فنانين مختلفين كانوا مسؤولين عنها، ولكن محاولات تعيين المنمنمات لأيدي مختلفة لم تحقق الإجماع. ويبدو أن هناك تجارب في عدة جوانب. بعض المنمنمات هي لوحات بخطوط حبر وغسلات ملونة، والبعض الآخر يستخدم الألوان المائية المعتمة، في مجموعة من اللوحات. بعض التخضيب لم يدم جيدا. تحتوي المنمنمات على عناصر مستمدة من التقاليد الصينية و(بشكل أقل شيوعًا) التقاليد المسيحية العربية والبيزنطية؛ على سبيل المثال، يستمد المعزون في الإسكندر من التصوير المسيحي لرثاء المسيح [الإنجليزية]، وتظهر ذكريات العديد من المشاهد القياسية الأخرى من حياة المسيح في الفن [الإنجليزية] في المنمنمات الأخرى. حتى الأزياء متغيرة للغاية: عُثر على 37 نمطًا من القبعات، و8 أنماط من طيات الصدر [الإنجليزية].

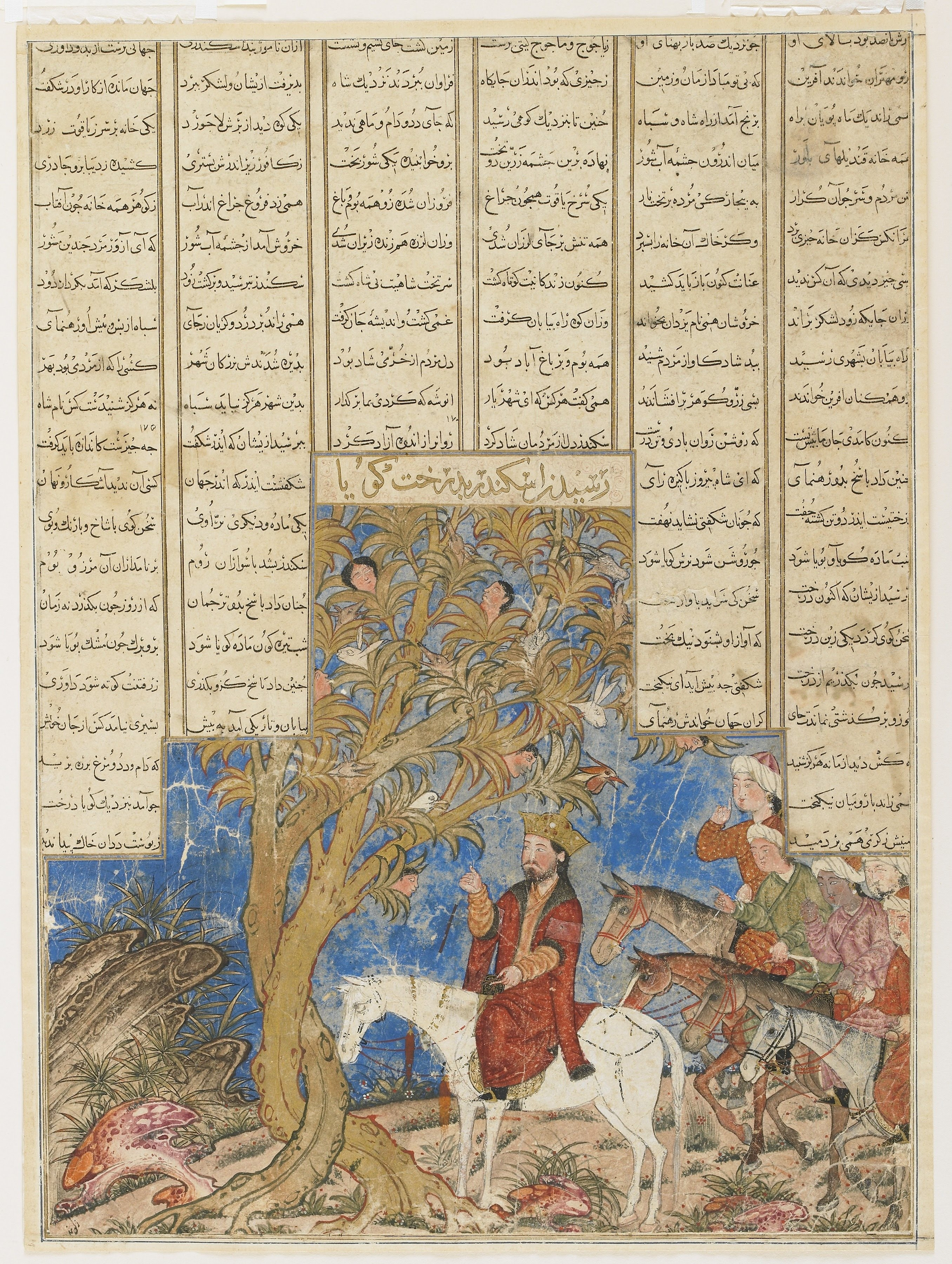
الإسكندر الأكبر عند الشجرة الناطقة التي تُنبئه بموته. معرض فرير للفنون

من بين مجموعة واسعة من اللحظات المحتملة للتوضيح في الشاهنامة ، وحتى مع الأخذ في الاعتبار النسبة المحدودة التي نجت، تظهر الرسوم التوضيحية اختيارات غير عادية. قصة الإسكندر الثقافية [الإنجليزية]، وهي النسخة الفارسية من الإسكندر الأكبر، مليئة بالرسوم التوضيحية، في حين أن قصة رستم الأطول أقل من ذلك بكثير. تشمل الموضوعات التي رُكز عليها من خلال اختيار ما سيتم توضيحه "تتويج الملوك الصغار، والشرعية الأسرية، ودور المرأة كصانعة للملوك"، بالإضافة إلى مشاهد القتل والحداد. عادة ما يتم اتخاذ هذه الاختيارات باعتبارها تعكس الأحداث السياسية المعاصرة، بما في ذلك "التوترات بين سلالة الإلخانيين والرعايا الفارسيين"، والموت الأسود، الذي كان يدمر بلاد فارس في هذه السنوات. وقد تم وصفهم بأنهم "محملون بالشر في كثير من الأحيان".
تسيطر الاقتراضات من الفن الصيني، في شكل الأشجار المعقدة والصخور ذات القمم المستديرة التي تشبه الأمواج وشرائط السحب المتعرجة بإحكام، على المناظر الطبيعية والسماء. في العديد من الصور، تهيمن الشخصيات الرئيسية الكبيرة على التركيبة بطريقة غير معتادة في المنمنمات الفارسية، على الرغم من شيوعها في الغرب. في الفن الصيني، كانت هناك شخصيات رئيسية كبيرة، ولكن لم يتم دمجها مع رسم المناظر الطبيعية ، كما هو الحال هنا. إن عرض المشاعر بواسطة الشخصيات أمر غير معتاد أيضًا؛ فالاتفاقية الخاصة بتصوير الحزن مستعارة من الفن المسيحي البيزنطي والسرياني. وغالبًا ما يكون للملوك هالات.
أما من حيث شكلها فهي 29 مستطيلات أفقية، و8 مستطيلات رأسية، و12 مربعًا، فيكون المجموع 49 صورة مستطيلة. يبلغ مجموع الصور المتدرجة تسعة، منها 5 متماثلة وأربع غير متماثلة (أي 58 في المجموع).

## الخلفية
أُكملَت الشاهنامة ، وهي قصيدة ملحمية تتألف من حوالي 60 ألف بيت شعري، في عام 1010 على يد الفردوسي. ويغطي هذا الكتاب تاريخ بلاد فارس قبل الإسلام، بدءًا من الأساطير الصرفة، ثم يقدم ملوك الساسانيين النهائيين سردًا تاريخيًا دقيقًا ومعقولًا، ممزوجًا بقصص رومانسية. ومثلت هذه الشاهنامه تأكيدًا للهوية الوطنية الفارسية، والتي بدأت خلال الفترة الفاصلة الإيرانية بعد أن فقدت الخلافة العباسية العربية السيطرة الفعلية على بلاد فارس. وبحلول الوقت الذي انتهت فيه، كان الغزنويون الأتراك قد سيطروا على بلاد فارس.
بدأت الإمبراطورية المغولية في غزو بلاد فارس في عام 1219، وأكملت ذلك في خمسينيات القرن الثالث عشر، حيث أسست السلالة الفرعية والدولة المعروفة باسم الإيلخانات، والتي شملت بالإضافة إلى بلاد فارس العراق الحديث وأجزاء من أفغانستان وتركيا والعديد من البلدان الأخرى (خاصة أجزاء من آسيا الوسطى)، حيث اعتنقت هذه الدولة الإسلام. في البداية، واصل المغول نمط الحياة البدوية وعاشوا منفصلين عن رعيتهم الفرس، لكنهم استقروا بشكل متزايد في المدن الفارسية وطوروا فهمًا للثقافة الفارسية، بالإضافة إلى اعتناق الإسلام، والذي حدث بسرعة، على الأقل بين النخبة، بعد أن وصل غازان الذي كان من أوائل من اعتنقوا الإسلام حديثًا إلى العرش في عام 1295. ومع ذلك، ظل المغول متميزين ثقافيا إلى حد كبير في الوقت الذي أُنشئَت فيه شاهنامه المغول العظام.

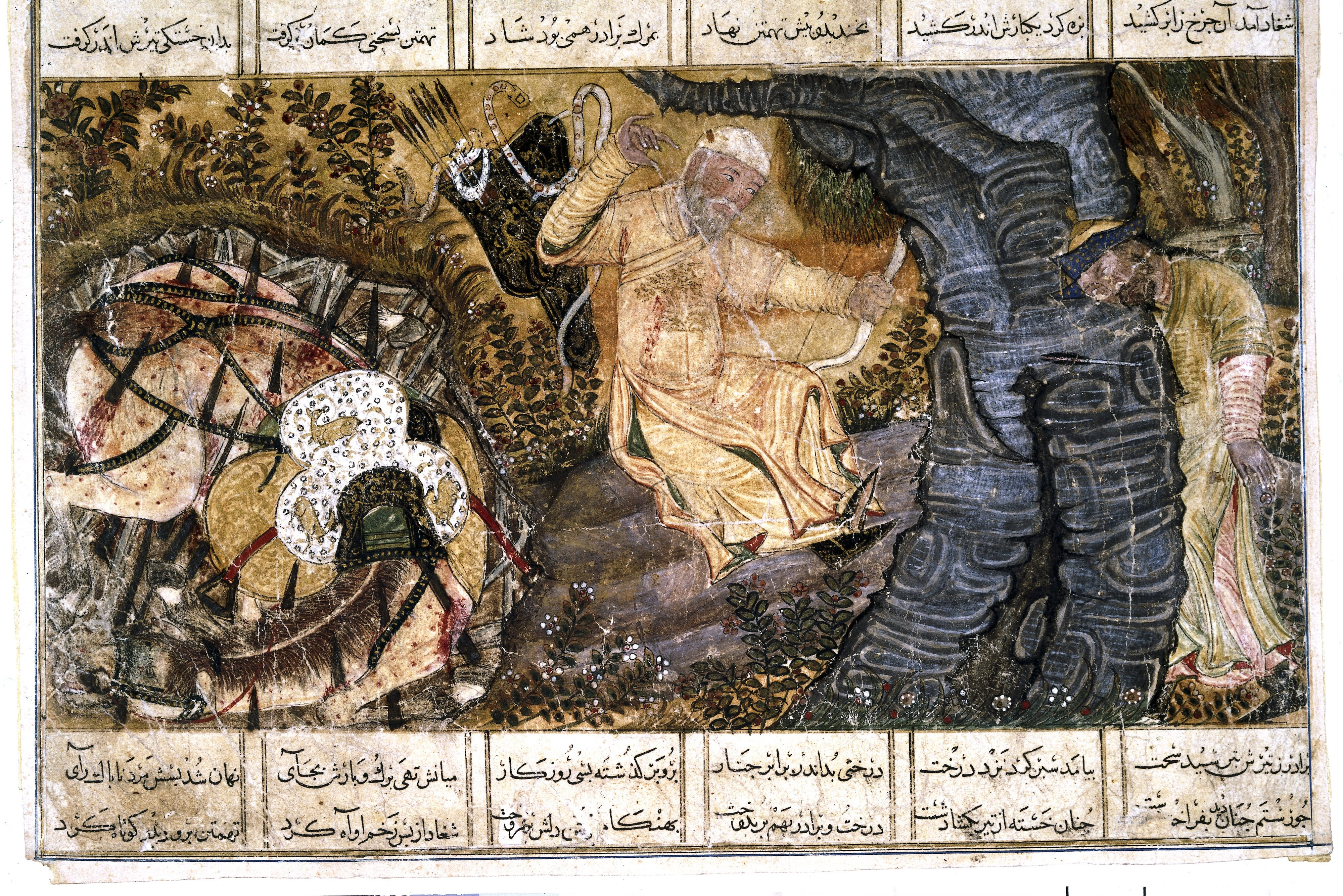
موت البطل رستم وحصانه رخش ؛ وبينما هو يموت، أطلق رستم النار على أخيه الخائن من خلال الشجرة التي كان يختبئ خلفها. المتحف البريطاني

تم العثور على بلاطات تحمل أبياتًا من الشاهنامه في قصر مغولي، يعود تاريخها إلى حوالي عام 1280. من الواضح من المراجع الأدبية أن هناك تقليدًا ما قبل الإسلام لتوضيح القصص المدرجة لاحقًا في الشاهنامة في اللوحات الجدارية وربما وسائل أخرى، وقد تظهر بعض الخزف الإسلامي مثل هذه المشاهد. ولكن لا توجد بقايا أو إشارات إلى كتب مصورة من الشاهنامة قبل القرن الرابع عشر، ويبدو أن المخطوطات العشر الباقية من الفترة ما بين عامي 1300 و1350 قد تم إنتاجها جميعًا للمغول. ربما كان عدم الإلمام باللغة الفارسية والنص سببًا في إضافة الصور.
وتشمل هذه المخطوطات ثلاثة " شاهنامة " صغيرة، ربما كانت الأقدم، والتي ربما كان حجمها الصغير (مساحة النص والصورة 250 × 170 ملم في المثال النموذجي) مناسبًا لأصحابها الرحل، وأربع مخطوطات لحكام الدولة الإنجيوية الشبه مستقلين في شيراز وأصفهان في الجنوب الغربي. هذه المجموعة الأخيرة، والتي ربما كانت جميعها في وقت لاحق لشاهنامة المغول العظام، متأثرة بها، على الرغم من أنها أقل تعقيدًا في الأسلوب.
كانت هذه الكتب ذات غرض سياسي، وهو ما ينعكس في اختيار الحوادث لتوضيحها: "في مثل هذه الأعمال، كان حكام إيران الغريبون العنيدون حتى الآن يُعبرون عن التزام جديد وعلني بالدين والتراث الثقافي للأراضي ذاتها التي دمروها هم أنفسهم قبل جيلين تقريبًا (أثناء الغزو المغولي للعالم الإسلام) وكانوا يفعلون ذلك بإلحاح يوحي بأنهم كانوا يعوضون عن التدمير".
في العقد الأول من القرن الثالث عشر، كلف غازان الوزير اليهودي الفارسي رشيد الدين بمواصلة تاريخ المغول، والذي أكمله في عام 1307، وأمر الخان التالي أولجايتو بكتابة تاريخ عالمي، جامع التواريخ ، أقدم مخطوطة منه ترجع أيضًا إلى عام 1307. أنشأ رشيد الدين مخطوطة في ضاحية ربع رشيدي في تبريز، حيث تم البحث في الكتاب ونسخه وتوضيحه وتجليده. وكان الهدف هو إنتاج نسختين من المخطوطات المصورة كل عام، واحدة باللغة الفارسية والأخرى باللغة العربية، لتوزيعها في مختلف أنحاء الإمبراطورية؛ وقد بقيت أجزاء من ثلاث من هذه النسخ، بالإضافة إلى أجزاء من كتب أخرى من الورشة. وقد تم توضيحها بأسلوب متسق إلى حد ما، والذي يعتمد عليه الشاهنامه المغولي العظيم ويطوره بشكل كبير. بعد إعدام رشيد الدين في عام 1318، تراجعت الورشة أو توقفت، لكن ابنه غياث الدين محمد أعاد إحياءها عندما ارتقى في البلاط في ثلاثينيات القرن الرابع عشر، ويُفترض أن الشاهنامه المغولي العظيم قد تم إنشاؤه هناك.

## التاريخ

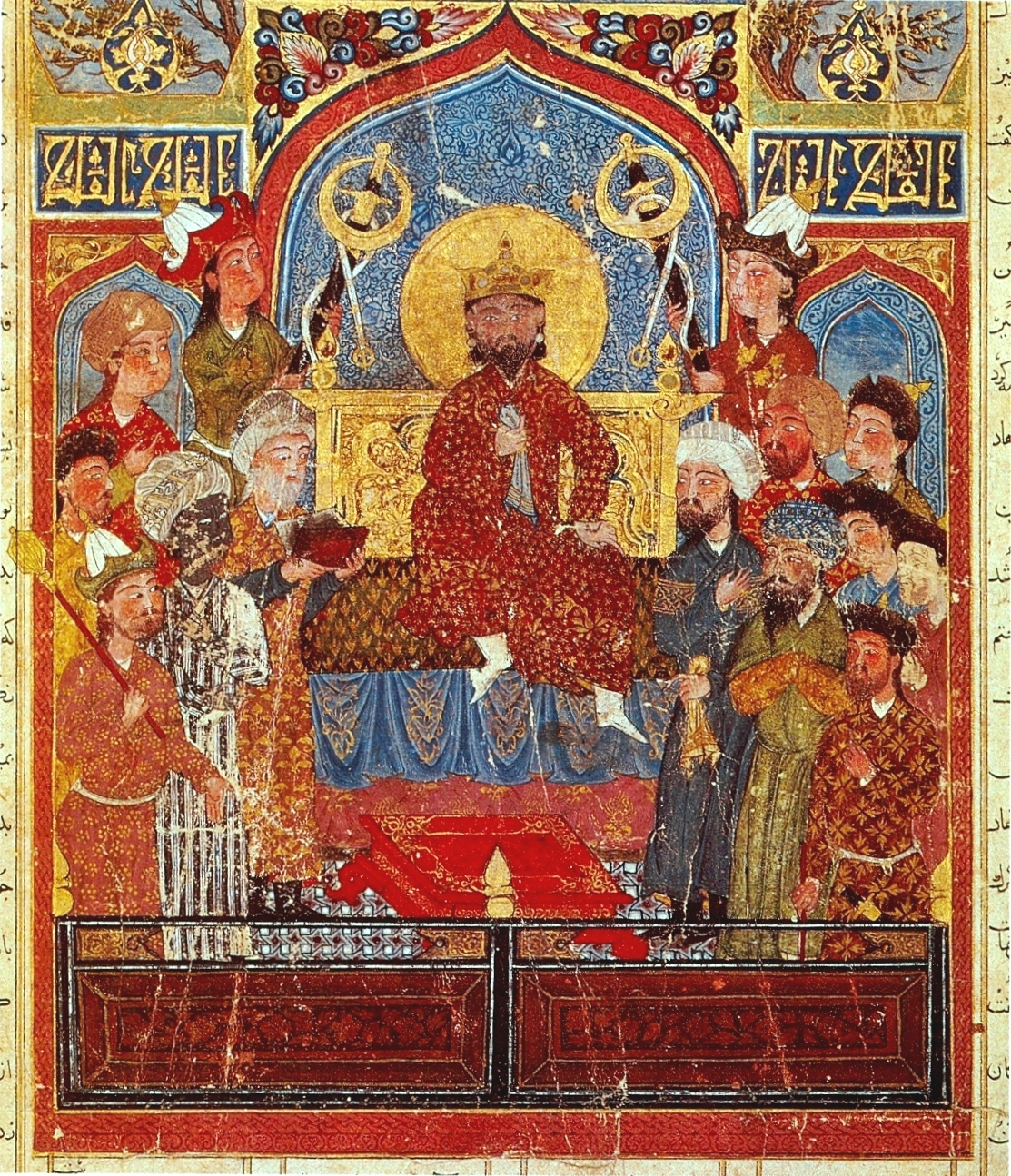
الحاكم المتوج، متحف اللوفر

أردشير ودستوره (المستشار). مجموعة كير

لقد فقدت أي بيانات تفصيلية عن وقت إنتاج العمل ومن كلف بإنتاجه، والتي توجد في العديد من المخطوطات الفارسية. كان موقع العمل دائمًا في تبريز في أواخر العصر الإلخاني ، وكان من الواضح أنه مشروع ضخم تم تكليفه من قبل شخص مهم في البلاط، وربما كان الحاكم هو المتلقي النهائي، إما من خلال هدية أو تفويض. كانت الدراسات الحديثة للمخطوطة تهيمن عليها الاستنتاجات التي تم التوصل إليها في ندوة في جامعة هارفارد في عام 1975، والتي نشرها أوليج جرابار وشايلا بلير [الإنجليزية] في عام 1980 (طالع القراءة الإضافية أدناه).
وقد اقترح هذا فترة قصيرة للإنشاء، حيث تم تأريخ بداية العمل بدقة شديدة إلى "بين نوفمبر 1335 ومايو 1336"، وتكليف من ابن رشيد الدين، الوزير غياث الدين محمد، ومن المحتمل أن العمل على المخطوطة قد انتهى بمقتله في مايو 1336. وقد تم قبول هاتين النقطتين بشكل عام، على الرغم من ملاحظة عدم وجود أدلة على أي منهما، وعلى وجه الخصوص يفضل بعض العلماء فترة الخلق الممتدة لفترة أطول بكثير. كان الراعي البديل الرئيس المقترح في البداية هو آخر أفراد السلالة الرئيسة من حكام الإيلخان، أبو سعيد، الذي تُوفي في عام 1335، كما تُوفي أبناؤه، ويبدو أن جميعهم ماتوا بالطاعون، مما أدى إلى انقسام الإيلخان إلى دول صغيرة. ولو كان الأمر كذلك، فمن المحتمل أن يكون غياث الدين محمد كان مسؤولًا عن تنفيذ هذه المهمة.
كتب الرسام الصغير دوست محمد تاريخًا للرسم الفارسي في حوالي عام 1544، بعد أكثر من 200 عام، حيث أشار إلى شاهنامه ملكية مهمة، والتي وصفها بأنها "مربعة" في الشكل، وهو ما لا ينطبق على شاهنامه المغول العظيمة. ومع ذلك، فقد اعتقد العديد من العلماء أنه كان يصف الشاهنامه المغولية العظيمة. وقد تعقب محمد داست أسلوب الرسم المستخدم في عصره إلى رسام يُدعى أهمان موسى، ووصف الشاهنامة بأنها من إنتاج أحد تلاميذه، ويُدعى شمس الدين، للشيخ أويس الجلاير ، حاكم سلالة الجلايريين الذين حكموا في الفترة من 1356 إلى 1374. ولو كانت فترة الخلق طويلة بالفعل، فقد يشير هذا الحساب إلى المراحل اللاحقة من العمل.
يبدو أن المخطوطة ظلت في تبريز حتى أوائل القرن السادس عشر، إن لم يكن بعد ذلك، ثم دخلت في مرحلة ما المكتبة الرئيسة للشاهات، حيث صُورت في أواخر القرن التاسع عشر، وهي لا تزال مجلدة. في هذه المرحلة رُممت على نطاق واسع، ربما في مكتبة قصر جولستان: تم تقليم الصفحات، وإعادة هوامشها، وإعادة ترقيمها، مع استكمال النص المفقود على صفحات ورقية جديدة، كتبها خطاطو طهران وفقًا لأسلوب القرن الرابع عشر. تم تعديل العديد من اللوحات، مع كتابة تعليقات فارسية عليها من حين لآخر. ظهرت لأول مرة في أوروبا مع جورج ديموت [الإنجليزية]، وهو تاجر فني بلجيكي نشط من عام 1900 إلى عام 1923 في باريس: "يقال إن ديموت حصل على المخطوطة في باريس حوالي عام 1910؛ اشتراها من شيمافان مالايان، صهر التاجر المعروف هاكوب كيفوركيان [الإنجليزية]، الذي أحضرها من طهران".
فشل ديموت في رفع السعر الذي أراده للمخطوطة بأكملها من متحف متروبوليتان للفنون والمشترين المحتملين الآخرين. ثم قام بفصل المنمنمات وبيعها، بعد تدخلات مادية مختلفة لزيادة قيمة البيع، ودون تسجيل الشكل الأصلي للكتاب بشكل صحيح. تم فصل الصفحات عن بعضها البعض للحصول على جانبين بمنمنمات، ولإخفاء هذا الضرر الناتج عنه، تم تعيين خطاطين لإضافة نص جديد، غالبًا من الجزء الخطأ من العمل، حيث لم يتوقع ديموت أن يكون عملاؤه الجدد من الجامعين الأثرياء قادرين على قراءة اللغة الفارسية. وقد أدى هذا إلى ترك موضوع بعض المنمنمات غير مؤكد، حيث إن النص المحيط بها لا يتطابق معها. انتقد جامعو الآثار بشدة "ديموت"، وأزعج الكثيرين أن المخطوطة التي عالجها بوحشية تحمل اسمه، لذلك تم الترويج للاسم الجديد " شاهنامه المغولية العظيمة"، والذي نال قبولًا عامًا.

حاليًا، تم التعرف على 57 مخطوطة مصغرة من هذه المخطوطة في المتاحف حول العالم، ويُتوقع أن يزيد هذا العدد، بما في ذلك معرض فرير للفنون ، الذي يضم أكبر مجموعة في 16 صفحة، مكتبة تشيستر بيتي (11 صفحة تحتوي على 7 مخطوطات مصغرة)، متحف اللوفر (2)، المتحف البريطاني ، متحف متروبوليتان للفنون (2)، والمتاحف في برلين ، بوسطن (2)، كليفلاند ، ديترويت ، جنيف (3)، مونتريال ، ومدن أخرى، بالإضافة إلى المجموعات الخاصة بما في ذلك مجموعة كير للفن الإسلامي [الإنجليزية] (4) ومجموعة خليلي للفن الإسلامي (1)

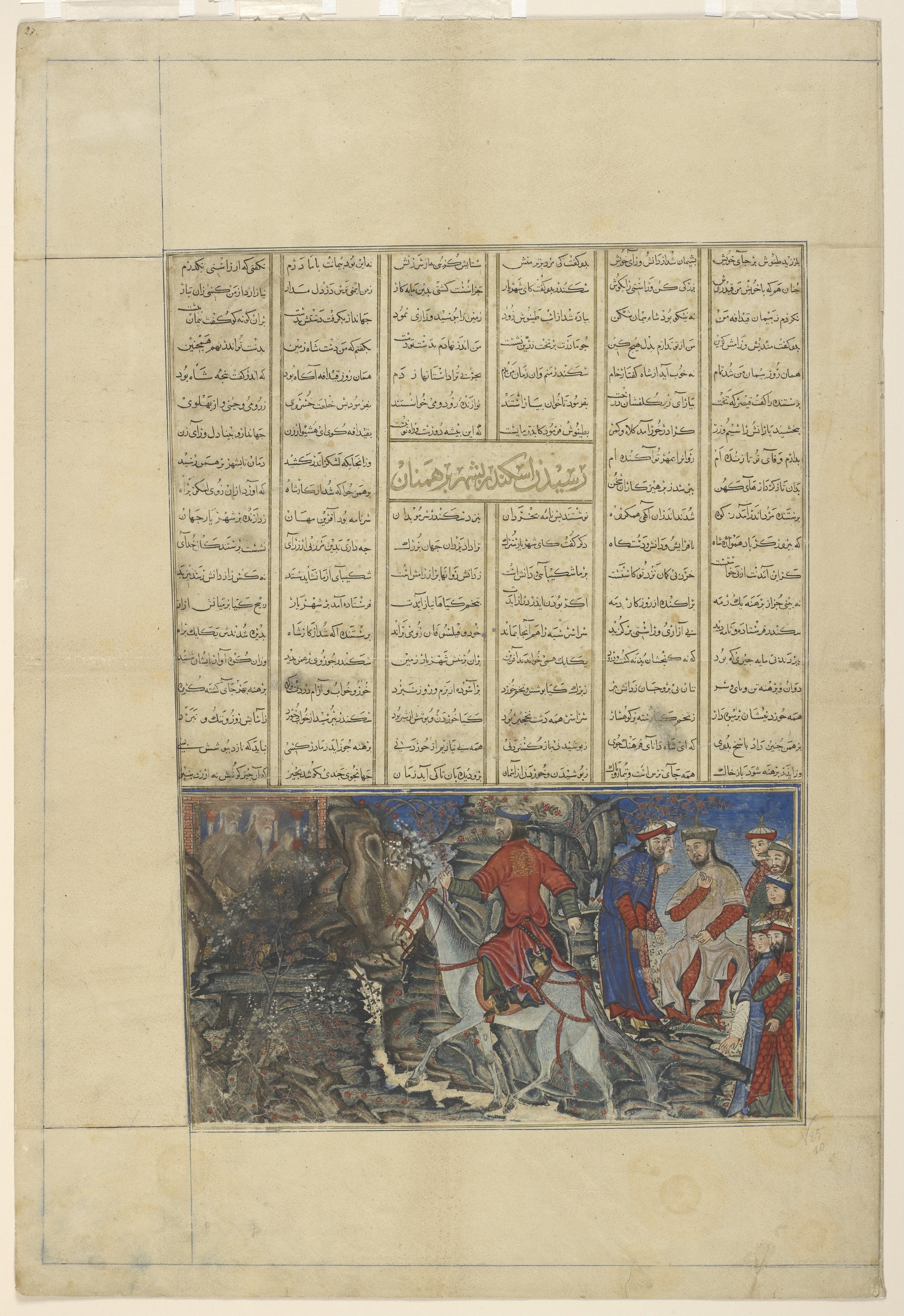
تاينوس قبل إسكندر وزيارة البراهمة، معرض آرثر م. ساكلر [الإنجليزية]
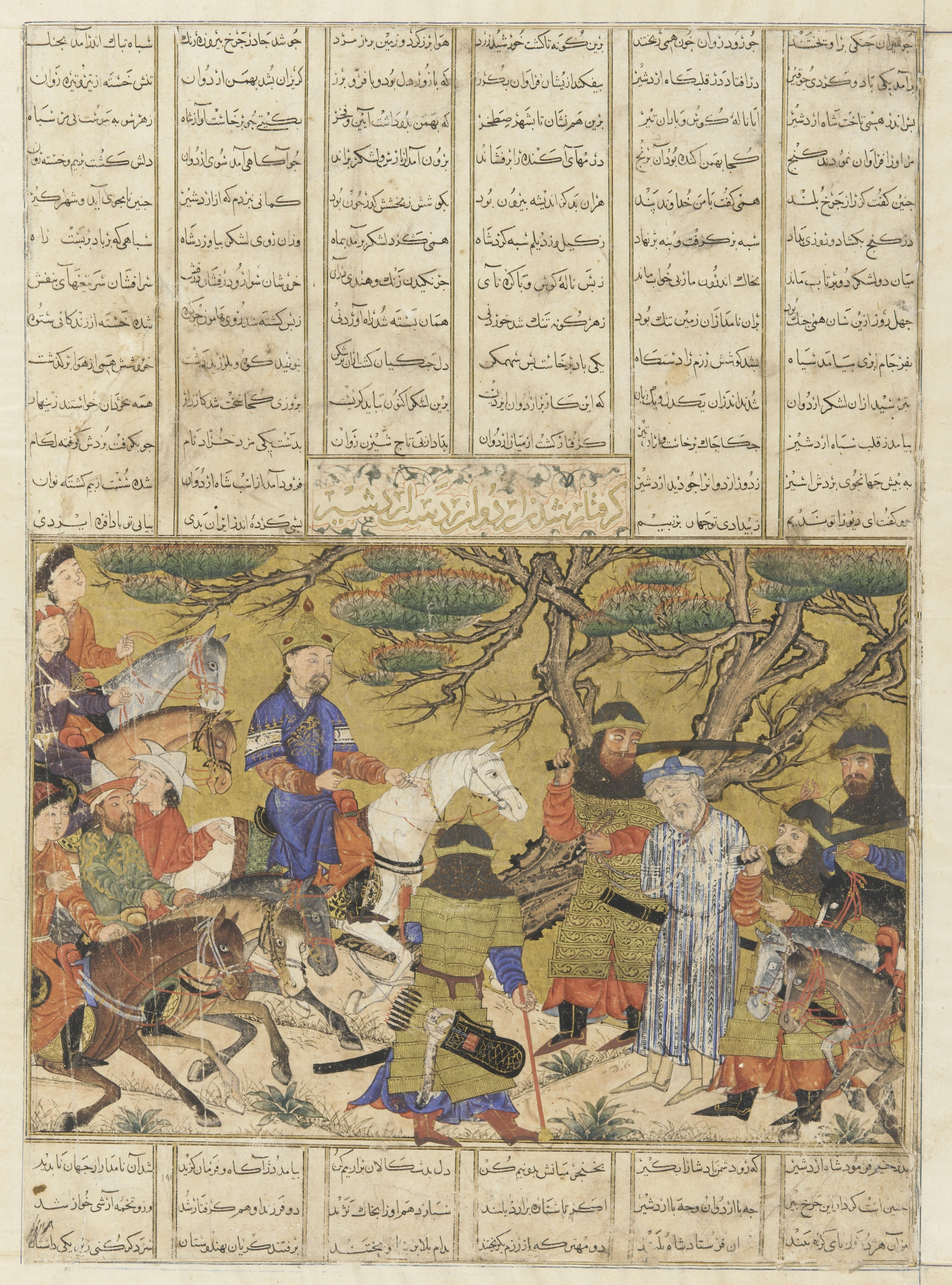
أردشير الأول يأسر أردافان، معرض آرثر م. ساكلر [الإنجليزية]
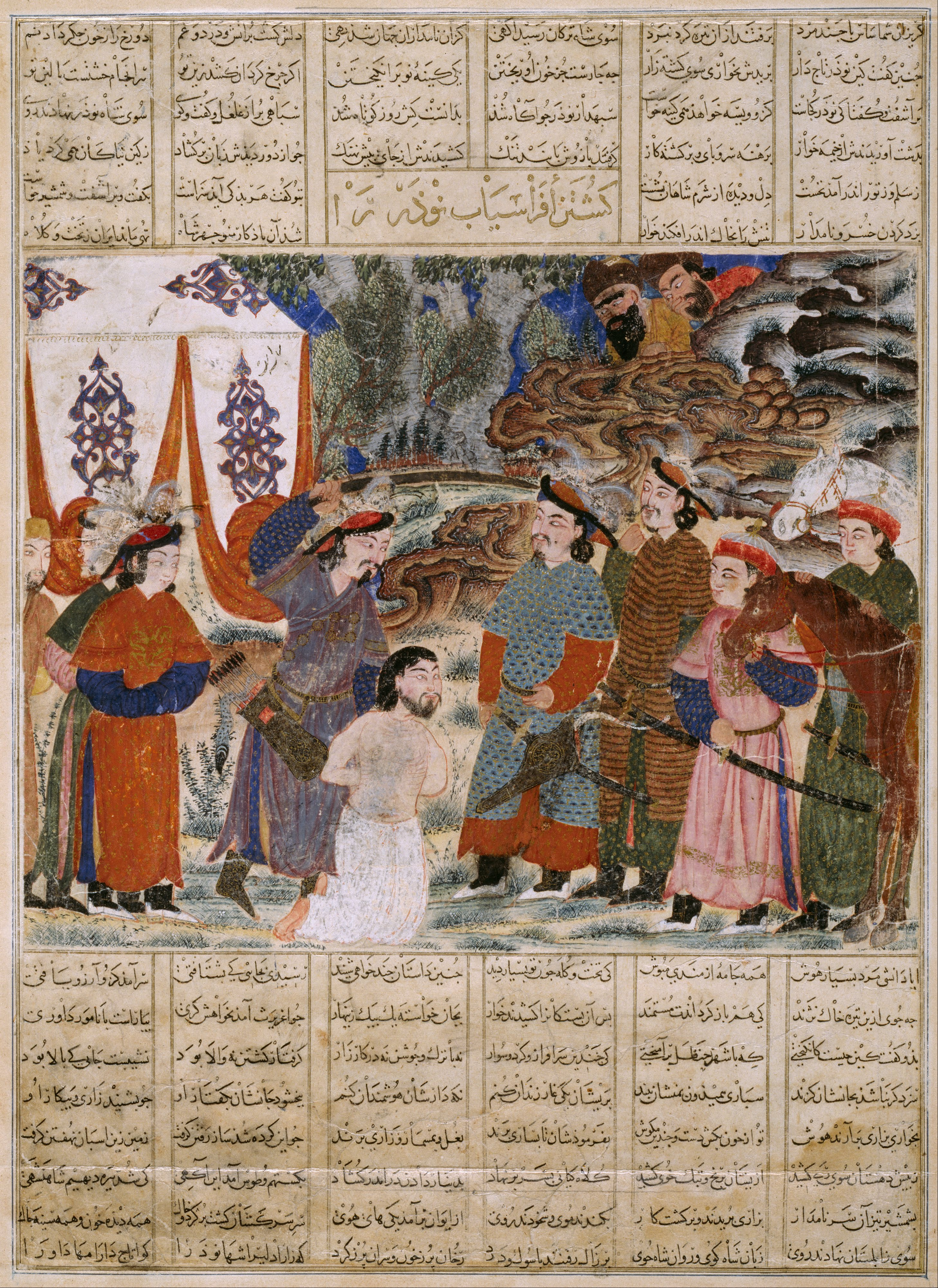
أفراسياب يقتل ناودار ، متحف نيلسون-أتكينز للفنون
أنوشيروان يقيم مأدبة عشاء لوزيره بزرجمهر ، متحف كليفلاند للفنون
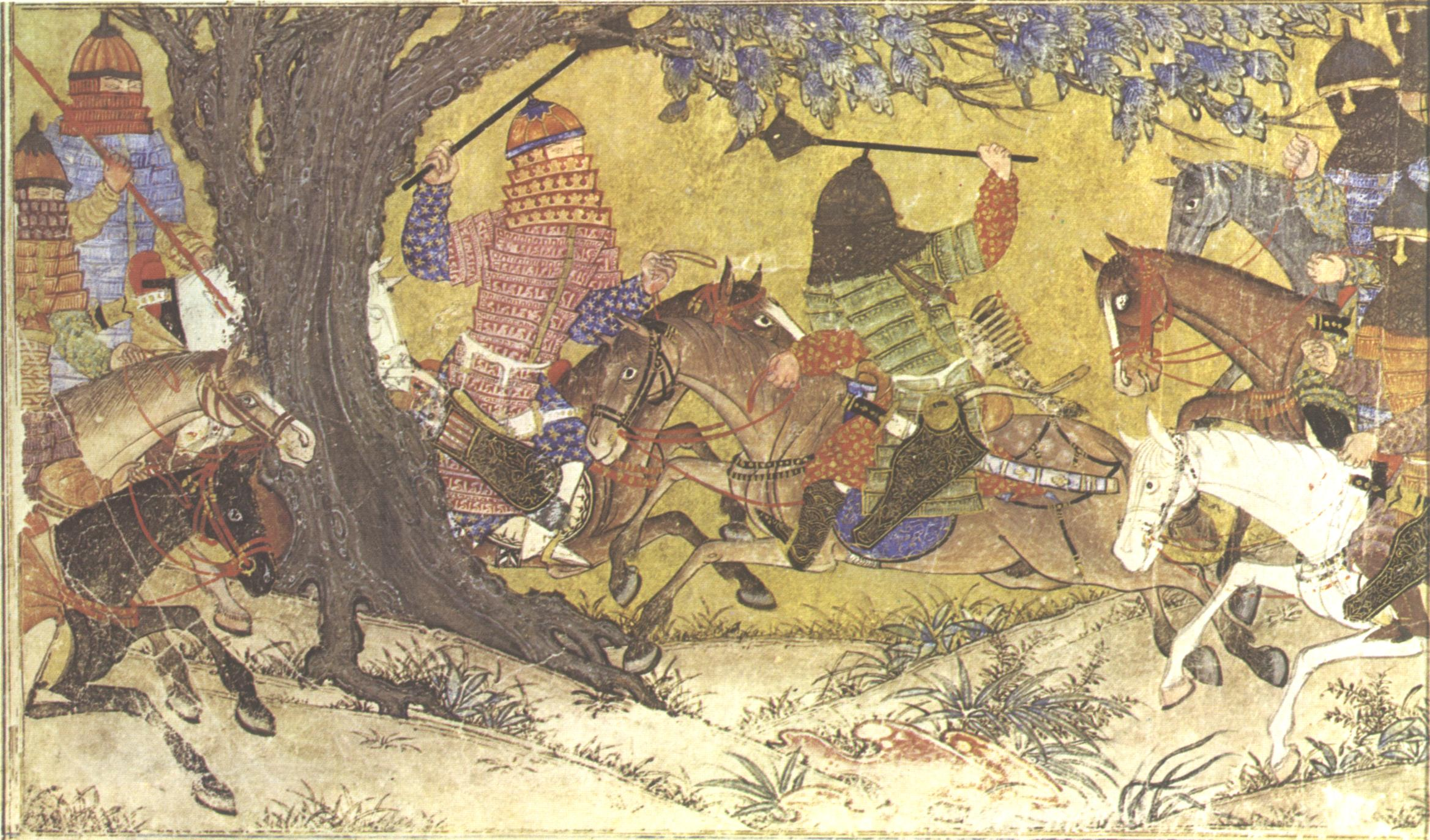
أردشير يقاتل بهمن، ابن أردوان. معهد ديترويت للفنون
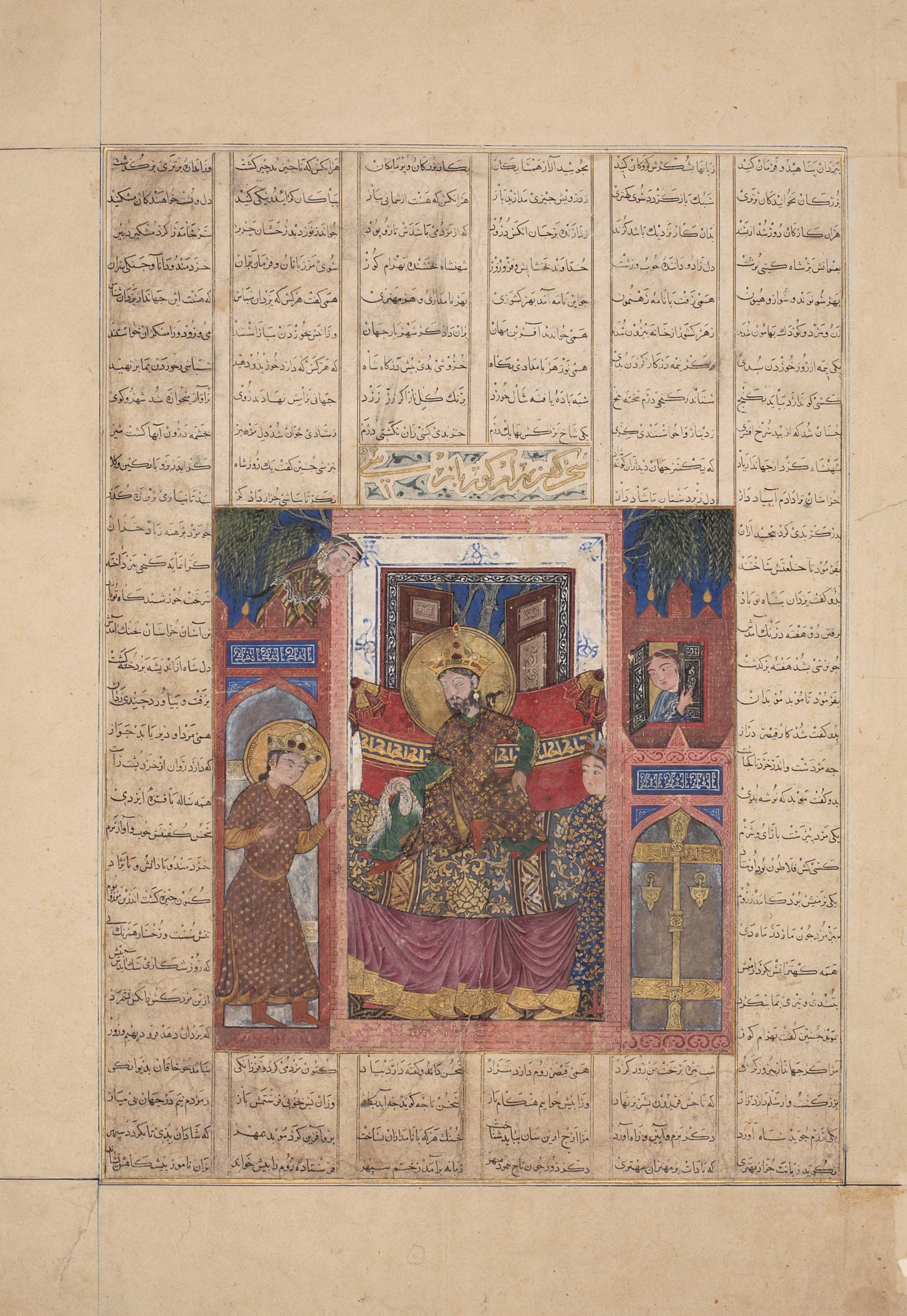
بهرام غور يرسل شقيقه نارسي نائبًا للملك على خراسان ، مجموعة الخليلي للفن الإسلامي
أنوشيروان يملي رسالة إلى خاقان تشين ، مكتبة تشيستر بيتي
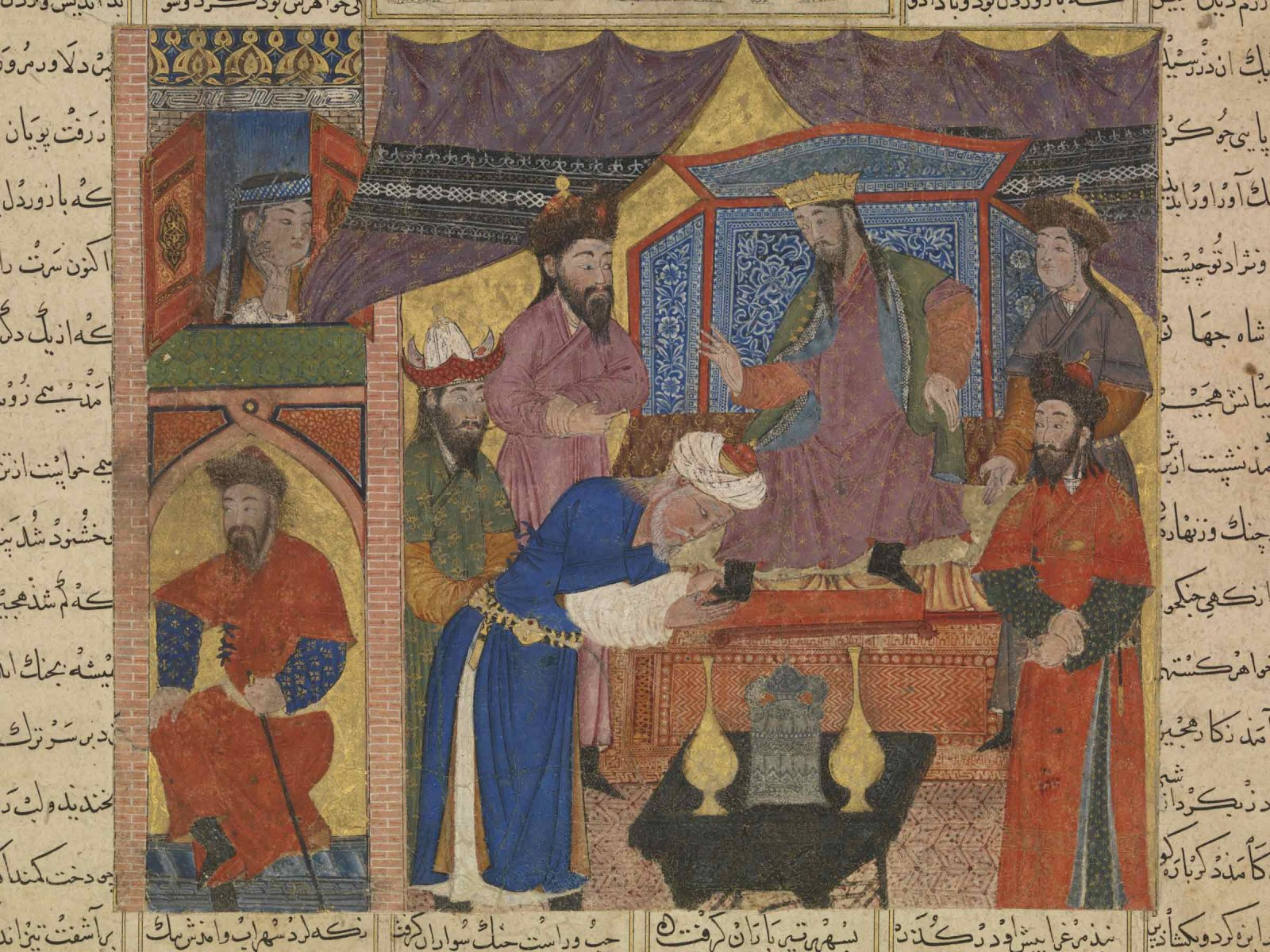
زال يلتقي بالملك منوشهر ، طالبًا رحمته، مكتبة تشيستر بيتي

## ملحوظات
1. ↑  وصلة مرجع: https://viewer.cbl.ie/viewer/image/Per_111_4/2/LOG_0000/.
2. ↑  وصلة مرجع: https://collections.dma.org/artwork/5341932, , , .
3. ↑  "Great Ilkhanid Shahnama", used by the Fogg Museum نسخة محفوظة 2022-09-24 على موقع واي باك مشين.
4. ↑  Carboni and Adamjee; Blair & Bloom, 28
5. ↑  Hillenbrand, 155; it is slightly larger than the copies of the جامع التواريخ or Compendium of Chronicles of a few decades earlier.
6. 1 2  Blair & Bloom, 28
7. ↑  Sims, 277
8. ↑  Canby, 33–34
9. 1 2 3 4  Iranica
10. ↑  Blair & Bloom, 28–30
11. ↑  Hillenbrand, 162–165; Blair & Bloom, 30; Canby, 34
12. 1 2  Blair & Bloom, 30
13. ↑  Canby, 34; Titley, 22; Grove, 202
14. ↑  Blair & Bloom, 30; Canby, 34
15. 1 2  Titley, 22
16. ↑  Titley, 22–24; Canby, 34
17. 1 2  Hillenbrand, 165
18. ↑  Grove, 216–217; Iranica
19. ↑  Sims, 275
20. ↑  Hillenbrand, 154
21. ↑  Titley, 17
22. ↑  Hillenbrand, 135
23. ↑  Titley, 22; Canby, 30
24. ↑  Hillenbrand, 150; The مخطوطة فلورنسا للشاهنامه, the oldest text-only manuscript to survive, dates to 1217
25. ↑  Canby, 30
26. ↑  Discussed at length by Sims; Grove; Canby, 34–38; Titley, 38–39
27. ↑  Hillenbrand, 137
28. ↑  Canby, 31; Blair & Bloom, 26–28
29. ↑  Grove (fullest); Canby, 31–32; Blair & Bloom, 26–28; Titley, 18–19
30. ↑  Grove; Canby, 34
31. 1 2  Sims, 276
32. ↑  Sims, 277 (see also David Morgan, p. 429-430, in the same volume); Blair & Bloom, 28; Iranica
33. ↑  Ekhtiar, Maryam, Sheila R. Canby, Navina Haidar, and Priscilla P. Soucek, ed., Masterpieces from the Department of Islamic Art in The Metropolitan Museum of Art, 2011, The Metropolitan Museum of Art, no. 57, pp. 89, 96–97, ill. p. 96, online at MMA, in "Catalogue entry" نسخة محفوظة 2021-10-19 على موقع واي باك مشين.
34. ↑  Blair & Bloom, 30–31
35. ↑  Canby, 33
36. ↑  Canby, 33; Iranica:"The manuscript is thought to have belonged to the Qajar royal library, for it was photographed while still bound ... by Antoin Sevrugin, court photographer to the rulers Nāṣer-al-Dīn Shah (1264-1313/1848-96) and Moẓaffar-al-Dīn Shah (1313-24/1896-1907 ...). Moḥammad-ʿAlī Shah (1324-27/1907-09) and members of his household are said to have been selling manuscripts from the dynastic collection as early as 1908, in order to meet personal expenses."
37. 1 2  Zal meets king Manuchihr, asking for his mercy, from the Book of Kings (Shahnama) by Firdausi (بالإنجليزية). Archived from the original on 2024-09-15. {{استشهاد بكتاب}}: |صحيفة= تُجوهل (help)
38. ↑  "Nushirvan Eating Food Brought by the Sons of Mahbud", Folio from a Shahnama (Book of Kings), Metropolitan Museum of Art; see commentary نسخة محفوظة 2024-12-03 على موقع واي باك مشين.
39. ↑  Grove, 216
40. ↑  Carboni and Adamjee; but Blair & Bloom and Iranica say 58; apparently one was destroyed in 1937, see Sims, 274, in note
41. ↑  Freer/Smithsonian page؛ technically some are Freer Gallery, others Sackler Gallery نسخة محفوظة 2019-06-18 على موقع واي باك مشين.
42. ↑  "Bahram Gur Sends his Brother Narsi as Viceroy to Khurasan, from the Great Mongol ('Demotte') Shahnamah". Khalili Collections (بالإنجليزية الأمريكية). Retrieved 2021-08-11.

## قراءة إضافية
- جرابار، أوليج ، وشيلان بلير، الصور الملحمية والتاريخ المعاصر: الرسوم التوضيحية لشاهنامة المغول العظيمة ، 1980، مطبعة جامعة شيكاغو.
- هيلينبراند، روبرت، محرر. ، الشاهنامة: اللغة البصرية لكتاب الملوك الفارسي ، 2004، أشجيت.

## روابط خارجية
- صور مصغرة لمكتبات بن ومعلومات الكتالوج؛ الصور الكاملة محدودة
- صور مصغرة لجامعة ميشيغان ومعلومات الكتالوج؛ الصور الكاملة مقيدة
- مشروع شاهنامة نسخة محفوظة 2019-05-06 على موقع واي باك مشين. ، قائمة غير كاملة مع الصور
- الرسوم التوضيحية الإيلخانية في شاه نامه المغولي العظيم (ديموت) (جميع الصفحات الـ 58 المنسوبة إلى د. برايان)